# 史黛西·艾布拉姆斯
斯泰西·伊馮娜·艾布拉姆斯（英語：Stacey Yvonne Abrams；1973年12月9日—），美国政治家，律师，小说家和作家。2011年，她当选为佐治亚州众议院的民主党代表。她于2018年在佐治亚的中期选举中成为民主党州长候选人。斯泰西·艾布拉姆斯是美国第一位黑人女性的州长候选人。 